# Султангази
Султангази (тур. Sultangazi) — район провинции Стамбул (Турция). Расположен в европейской части города.
Султангази имеет репутацию оплота экстремистской марксистской организации Революционный фронт освобождения народа (DHKP-C), действующей подпольно, из-за чего в этом районе часто происходят стычки населения с турецкой полицией. В марте 1995 года в Султангази произошли серьёзные беспорядки, продолжавшиеся четыре дня. Демонстрации были разогнаны полицией, что привело к жертвам среди демонстрантов.

## История
Султангази был выделен в отдельный район из района Газиосманпаша в 2008 году.